# Völkershausen (Heldburg)
Völkershausen ist ein Ortsteil der Stadt Heldburg im Landkreis Hildburghausen in Thüringen.

## Lage
Das Dorf Völkershausen liegt im Heldburger Land nördlich der Stadt Bad Colberg-Heldburg an der Landesstraße 1134 eingerahmt von Wiesen und Wäldern. Von 1888 bis 1946 bestand eine Bahnverbindung nach Hildburghausen.

## Geschichte
1134 wurde das Dorf erstmals urkundlich erwähnt.
Das Dorf mit 113 Einwohnern war einst Vorwerk des fürstlichen Amtes Heldburg. Heute bestimmen gepflegte Wohnhäuser das Ortsbild.